# Сельский округ Родина
Се́льский окру́г Ро́дина (каз. Родина ауылдық округі) — административная единица в составе Целиноградского района Акмолинской области Республики Казахстан.
Административный центр — село Родина.

## География
На территории сельского округа расположены 3 населённых пункта. 
Площадь территории составляет — 458,87 км² (5,88%). Из них населённых пунктов занимают — 32,9 км² (7,17%). Сельхозугодий — 423,23 км² (92,23%).
Административно-территориальное образование расположено в западной части района, граничит:
- на севере с сельским округом Тасты,
- на востоке с Жанаесильским сельским округом,
- на юго-востоке с Оразакским сельским округом,
- на юге с Коргалжынским районом,
- на западе с Астраханским районом.

Сельский округ расположен на казахском мелкосопочнике. Рельеф местности в основном представляет собой сплошную равнину с незначительными перепадами высот; средняя высота округа — около 310 метров над уровнем моря. 
Гидрографическая сеть округа представлена рекой Ишим — которая образует северные границы округа.
Климат холодно-умеренный, с хорошей влажностью. Среднегодовая температура воздуха положительная и составляет около +4,2°С. Среднемесячная температура воздуха в июле достигает +20,5°С. Среднемесячная температура января составляет около -14,5°С. Среднегодовое количество осадков составляет около 385 мм. Основная часть осадков выпадает в период с июня по июль.

## История
В 1989 году существовал как — Приозёрный сельсовет (сёла Приозёрное, Зелёный Гай, Луговое, Покровка).
В периоде 1991 — 1998 годов, Приозёрный сельсовет был преобразован в сельский округ; сёла Луговое, Покровка образовали отдельное административно-территориальное образование — Луговский сельсовет; в состав Приозёрного сельсовета вошло село Садовое из Новоишимского сельсовета. 
В 2009 году Приозёрный сельский округ и село Приозёрное были переименованы в сельский округ Родина и село Родина соответственно.

## Население
| Численность населения | Численность населения | Численность населения |
| 1989                  | 1999                  | 2009                  |
| --------------------- | --------------------- | --------------------- |
| 2433                  | ↘1923                 | ↘1721                 |

### Национальный состав
Национальный состав сельского округа на конец 2021 года:
| Народ    | Численность, чел. | Доля от всего населения, % |
| -------- | ----------------- | -------------------------- |
| русские  | 766               | 42,72%                     |
| казахи   | 197               | 10,99%                     |
| белорусы | 190               | 10,60%                     |
| украинцы | 188               | 10,49%                     |
| немцы    | 180               | 10,04%                     |
| поляки   | 90                | 5,02%                      |
| татары   | 63                | 3,51%                      |
| другие   | 119               | 6,64%                      |
| всего    | 1 793             | 100,00%                    |

## Состав
| № | Населённый пункт | Тип населённого пункта       | Население, 1989 | Население, 1999 | Население, 2009 |
| - | ---------------- | ---------------------------- | --------------- | --------------- | --------------- |
| 1 | Зелёный Гай      | село                         | 274             | 307             | 295             |
| 2 | Родина           | село, административный центр | 891             | 1 163           | 1 032           |
| 3 | Садовое          | село                         | 454             | 453             | 394             |

## Местное самоуправление
Аппарат акима сельского округа Родина — село Родина, улица Центральная, 4.
- Аким сельского округа — Мукушев Талгат Бекбулатович.